# Silver Dollar City
Silver Dollar City est un parc d'attractions situé entre Branson et Branson West, dans le comté de Stone, Missouri. Ouvert depuis le 1er mai 1960, le parc appartient à la Herschend Family Entertainment Corporation qui fut créateur et propriétaire de White Water Atlanta (vendu au groupe Six Flags en 1999) et propriétaire de Dollywood.

## Histoire

### Marvel Cave

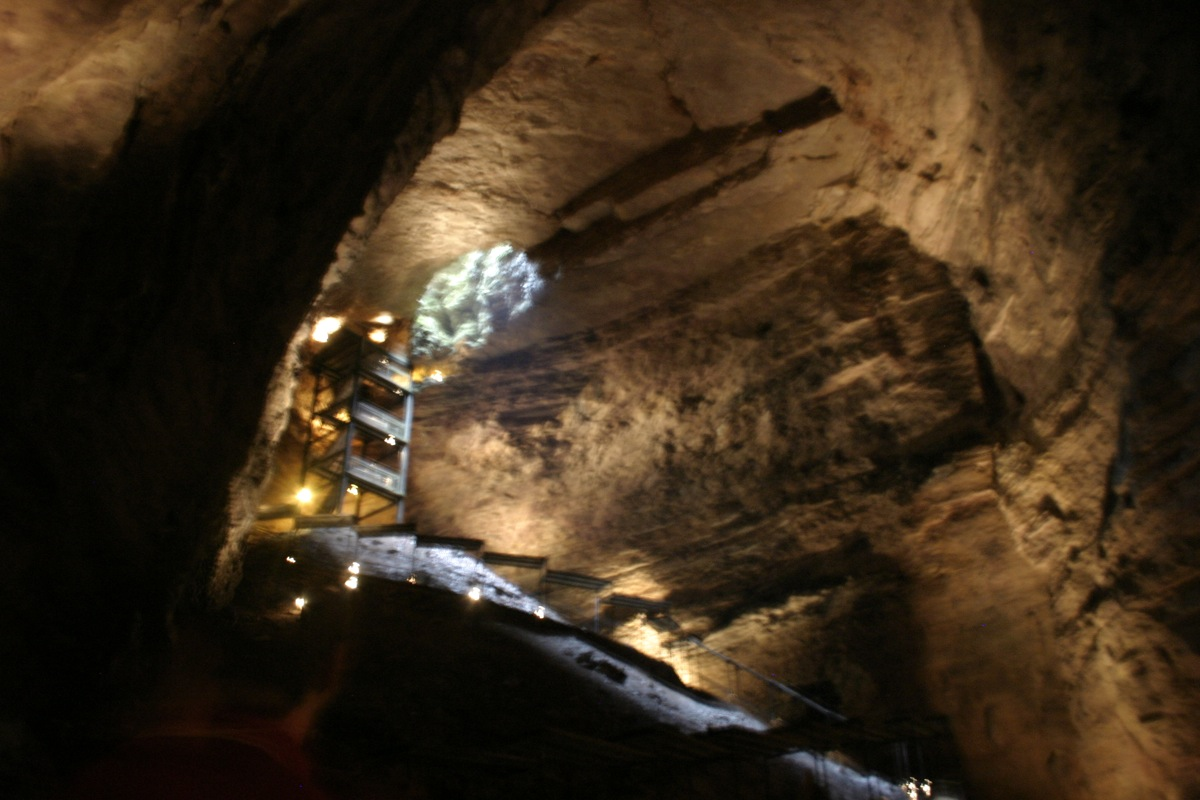
Marvel Cave.

Silver Dollar City est situé sur le site de l'une des plus anciennes attractions touristique du Monts Ozark ; la Marvel Cave. Henry T. Blow, un magnat des mines de plomb de Saint Louis, explore la grotte avec six mineurs vers 1869. Ils ne trouve pas de plomb, mais sont convaincus que le plafond plat d'une pièce est composé de marbre, d'où le nom Marble Cave donné à l'origine.
La grotte reste intacte jusqu'en 1882, lorsqu'un groupe dirigé par T. Hodges Jones et Truman S. Powell, du Comté de Barton, entre dans la grotte dans l'espoir de trouver à nouveau du plomb. Jones et Powell trouvent plutôt d'énormes quantités de guano et un mur plat qu'ils croient aussi être en marbre.
Deux ans plus tard, Jones achète la propriété et crée la Marble Cave Mining and Manufacturing Company. Il prévoient  la construction d'une ville (Marble City) près de l'entrée de la caverne. En 1889, une grande partie du guano est extrait de la grotte, le mur de marbre s'est avéré être du calcaire et aucun minerai de plomb n'a été trouvé. La société minière cesse ses activités.
En 1889, William Henry Lynch, un mineur et producteur laitier canadien, rachète la grotte et le parc qui était autour pour  10 000 $ (équivalent à 326 000 $ en 2022). Lynch, avec l'aide de sa famille, propose d'ouvrir la grotte aux touristes. L'exploitation de l'entreprise touristique débute le 18 octobre 1894. L'entreprise n'a pas été immédiatement rentable et a été fermée jusqu'à ce que Lynch lève des capitaux supplémentaires pour rouvrir la grotte quelque temps après 1900. La grotte est restée ouverte depuis, ce qui en fait l'une des les plus anciennes attractions touristiques en activité des Ozarks.
Lorsque William Lynch meurt en 1927, la propriété de la grotte passe à ses filles et le nom de la grotte est changé en Marvel Cave. La famille Lynch exploite la grotte pendant près de cinquante ans jusqu'à ce qu'un vendeur d'aspirateurs de Chicago, Hugo Herschend, achète un bail de 99 ans sur la grotte en avril 1950,.
Après la mort d'Hugo en novembre 1955, sa femme, Mary, continue son action. Avec l'aide de ses deux fils, Jack et Peter, elle apporte de vastes améliorations à la grotte, y compris l'ajout d'un funiculaire sur voie étroite en 1958, dont les trains tirent les visiteurs sur une distance de 66 m des profondeurs de la grotte jusqu'à la surface.
Une fois le chemin de fer en service, les Herschend ont estimé que le développement de la grotte était terminé, ils ont donc décidé de créer une autre attraction qui amènerait encore plus de touristes dans la grotte.

### La création du parc
Mary, Jack et Peter commencent à construire le village Ozark des années 1880. Mary voulait l'authenticité ainsi que la préservation de la beauté naturelle de la région. Les Herschend ont construit la ville fictive de Silver Dollar City sur le terrain entourant le site de la grotte. Le nom est trouvé par Don Richardson, ancien rédacteur en chef de l'émission télévisée The Ozarks Jubilee. Silver Dollar City était à l'origine constitué de cinq boutiques, une église, une cabane en rondins et une production de rue reproduisant la querelle entre les Hatfield et les McCoy plusieurs fois par jour.
Silver Dollar City ouvre le 1er mai 1960 et attire dans sa première année plus de 125 000 personnes, quatre fois plus de visiteurs que le nombre qui a visité Marvel Cave. Le premier festival d'artisanat est organisé dans le parc en 1963.
En 1968, le parc commence à faire payer l'entrée.
En 1972, Genevieve Lynch, la dernière des filles de William Lynch, décède et lègue le terrain sous Silver Dollar City et Marvel Cave au College of the Ozarks et à l'église presbytérienne de Branson. Les Herschend continuent de l'exploiter.
En 1976, les Herschend achetent le parc à thème Goldrush Junction à Pigeon Forge, Tennessee, qu'ils renomment Silver Dollar City Tennessee. En 1986, les Herschend s'associent à Dolly Parton et rebaptisent le parc Dollywood.
Silver Dollar City élargi ses divertissements au fil des ans en ajoutant des attractions telles qu'un chemin de fer à vapeur, des activités interactives et divers attractions à sensations fortes. Le parc abrite également des artisans résidents qui peuvent être vus pratiquer leur métier et exposer et vendre leur travail aux visiteurs du parc.
Le 5 juillet 2007, le parc a participé à une scène du soap opera As the World Turns.
Une proclamation du Congrès du gouvernement du Missouri en 2010 reconnait le parc comme « la maison de l'artisanat américain ».

## Le parc d'attractions
Divisé en zones thématiques :
- Park Entrance
- Main Street
- Midtown
- Fireman's Landing
- Homestead Ridge
- Hugo's Hill Street
- The Great Barn
- Riverfront
- Rivertown
- The Grand Exposition
- Valley Road
- Wilson's Farm

### Les montagnes russes

#### En fonction
| Nom de l'attraction                     | Type                          | Constructeur                | Année d'ouverture |
| --------------------------------------- | ----------------------------- | --------------------------- | ----------------- |
| Fire In The Hole                        | Montagnes russes en métal     | -                           | 1972              |
| Grand Exposition Coaster                | Montagnes russes en métal     | Zamperla                    | 2006              |
| Outlaw Run                              | Montagnes russes en bois      | Rocky Mountain Construction | 2013              |
| Powder Keg: A Blast into the Wilderness | Montagnes russes en métal     | S&S Worldwide               | 17 mars 2005      |
| Thunderation                            | Train de la mine              | Arrow Dynamics              | 10 avril 1993     |
| Time Traveler                           | Montagnes russes tournoyantes | Mack Rides                  | 3 mars 2018       |
| Wildfire                                | Montagnes russes assises      | Bolliger & Mabillard        | 4 avril 2001      |

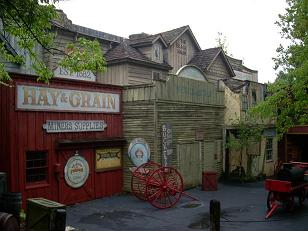
Fire In The Hole
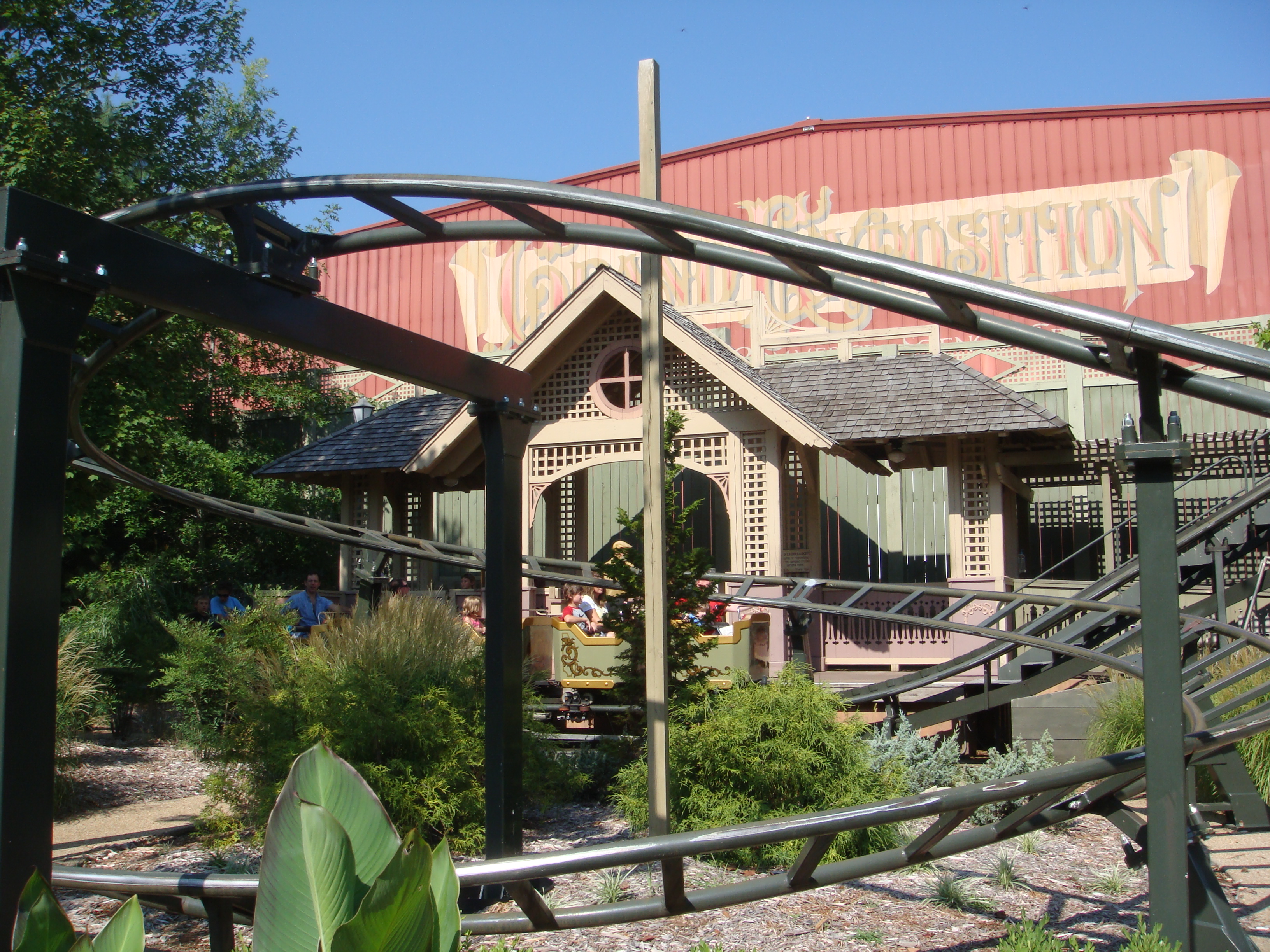
Grand Exposition Coaster
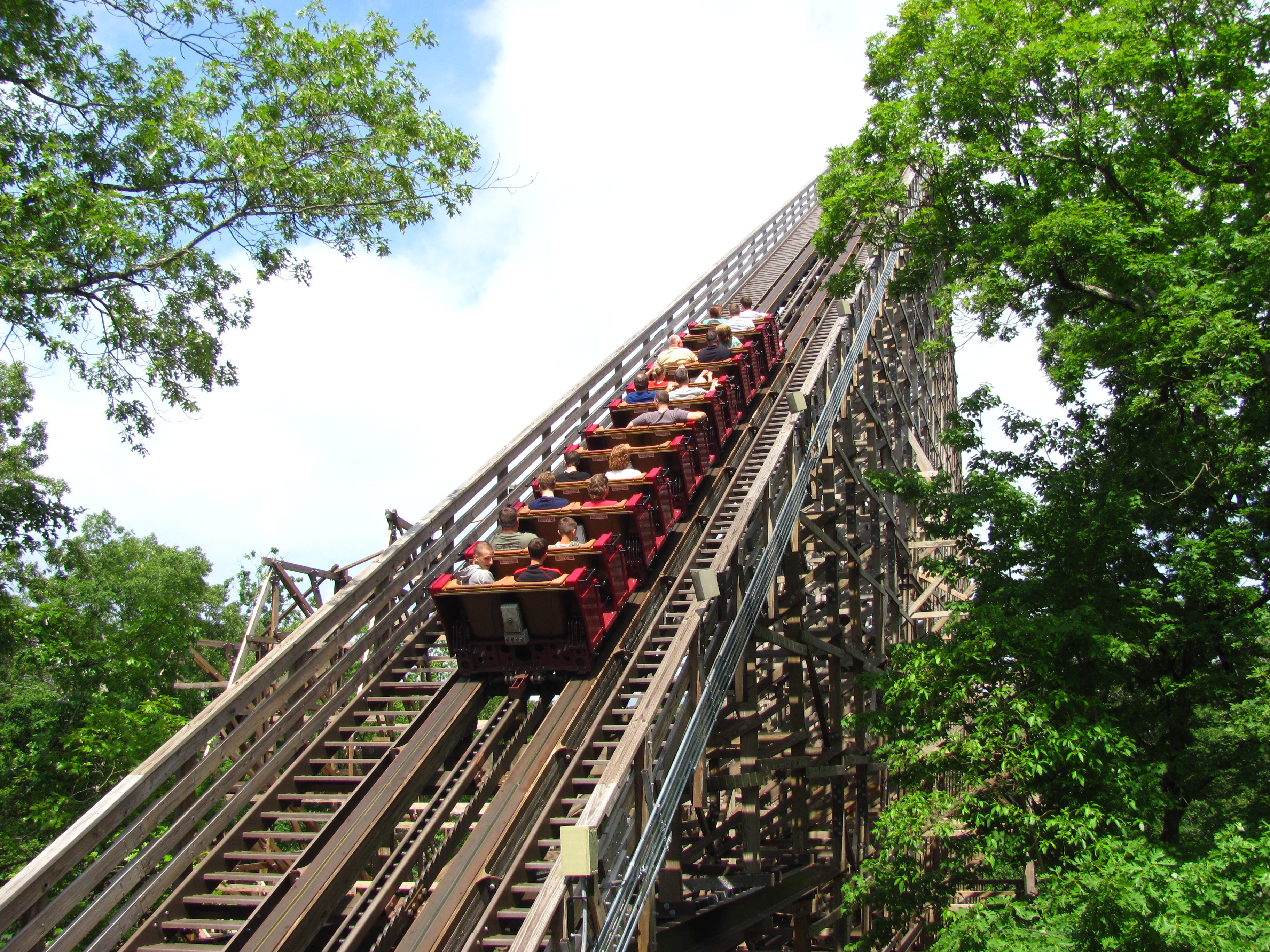
Outlaw Run
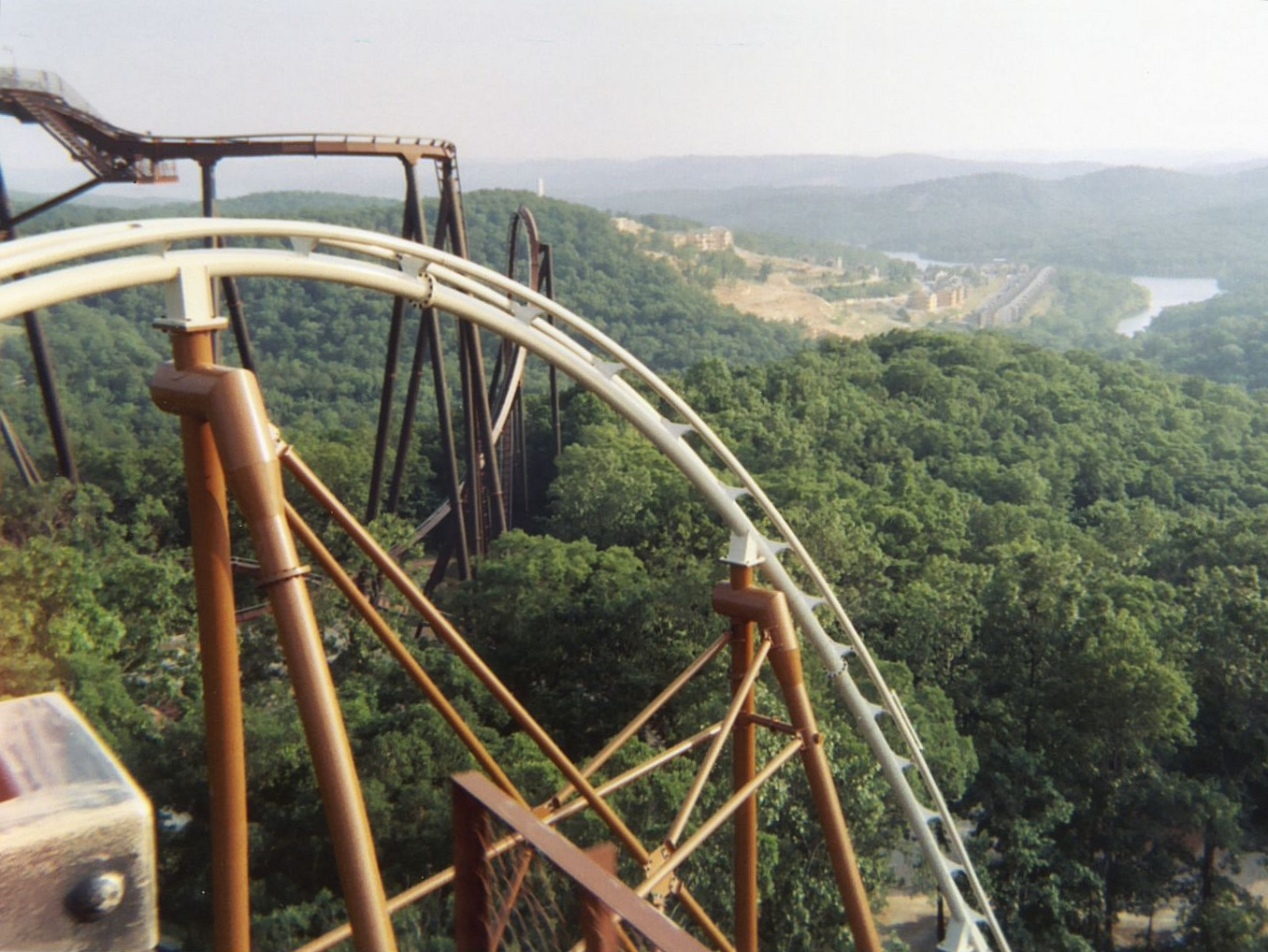
Powder Keg: A Blast into the Wilderness
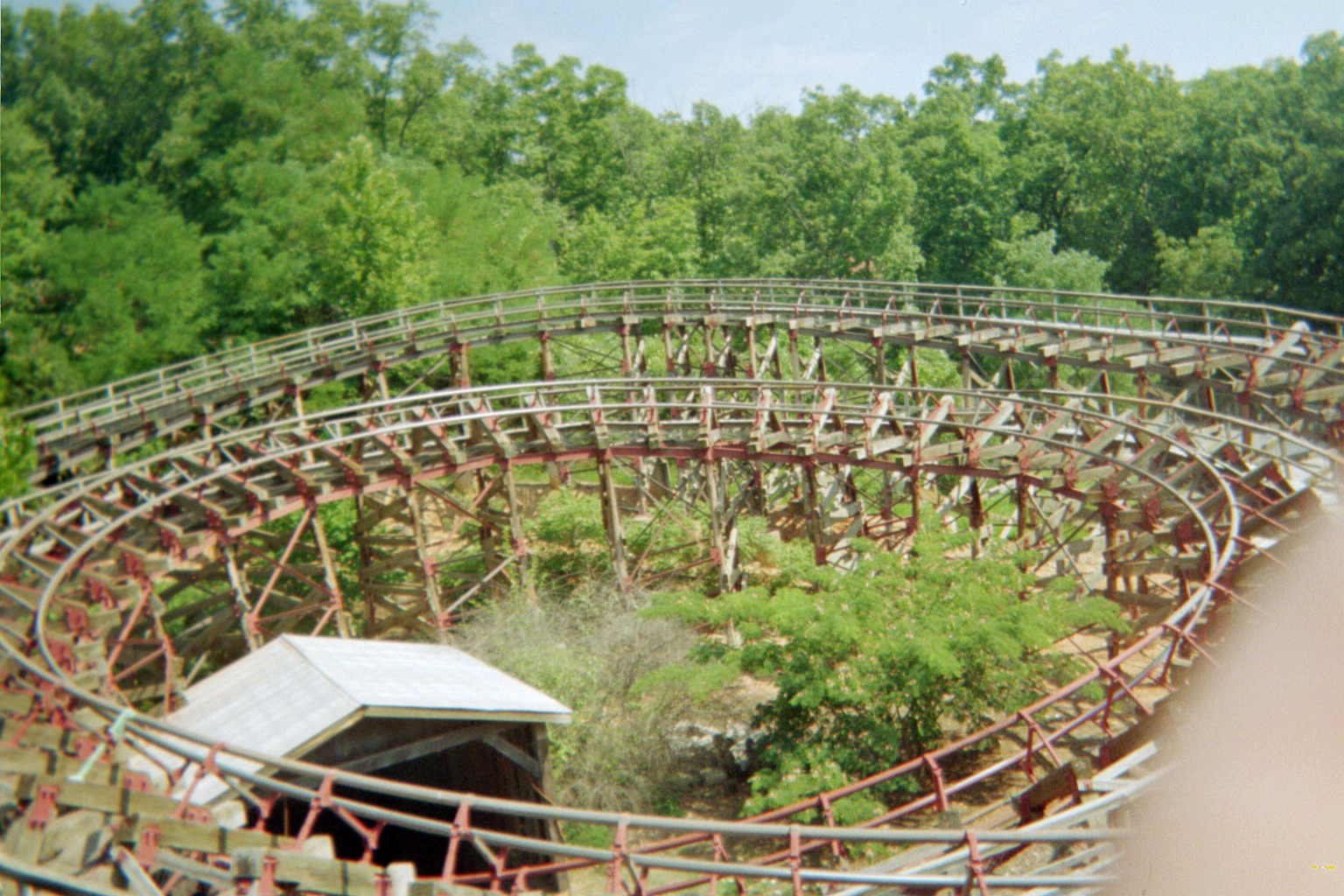
Thunderation
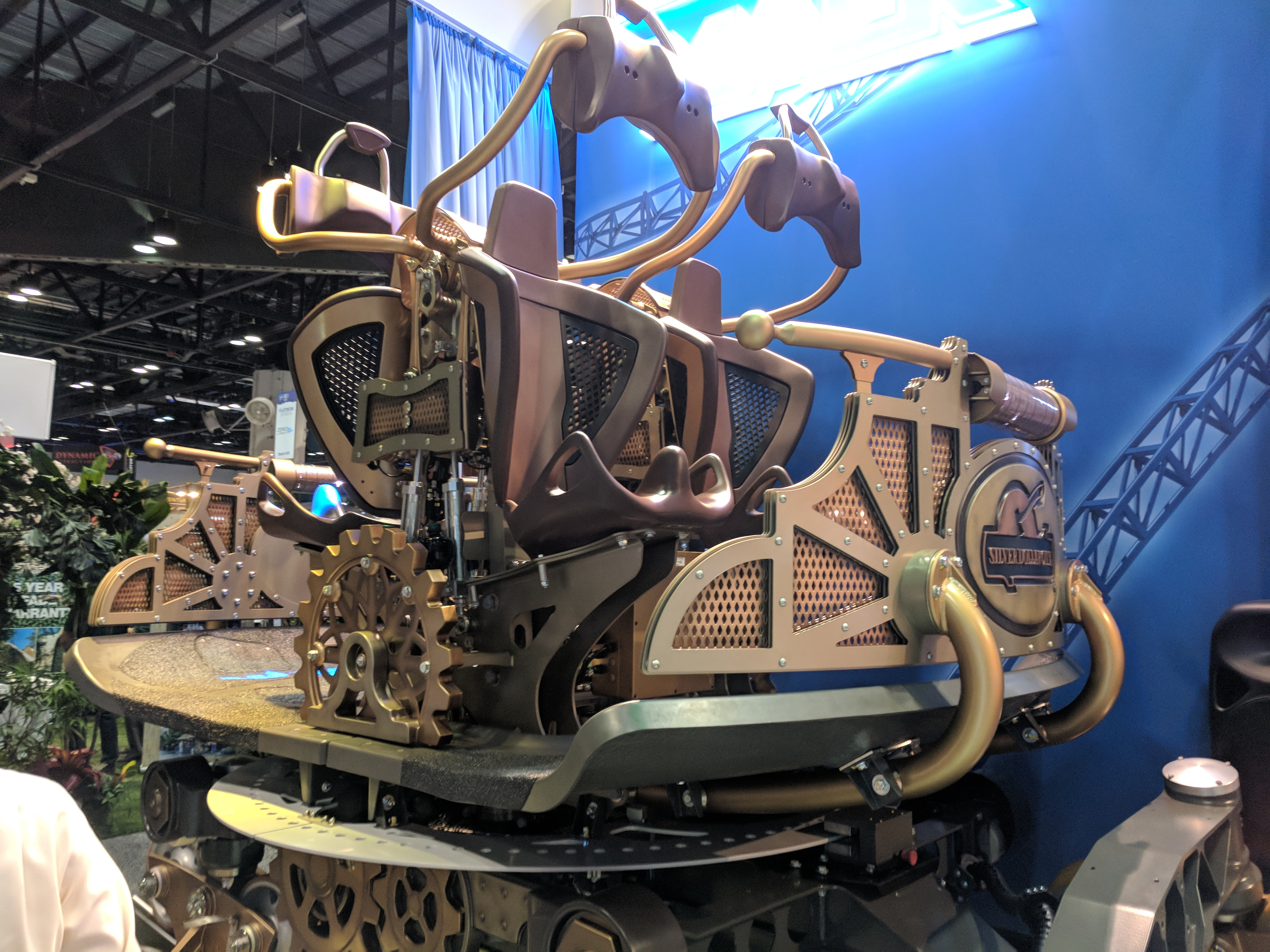
Time Traveler
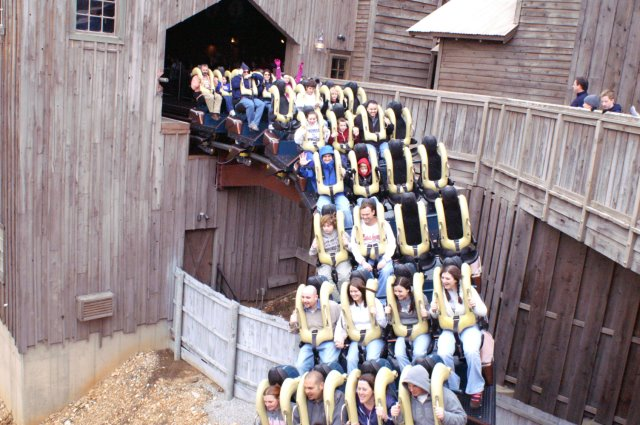
Wildfire

#### Disparues
| Nom de l'attraction | Type                        | Constructeur   | Année d'ouverture | Année de fermeture |
| ------------------- | --------------------------- | -------------- | ----------------- | ------------------ |
| Buzz Saw Falls      | Montagnes russes aquatiques | Premier Rides  | 1999              | 2003               |
| Runaway Ore Cart    | Montagnes russes junior     | Molina & Son's | -                 | 2004               |

### Attractions aquatiques

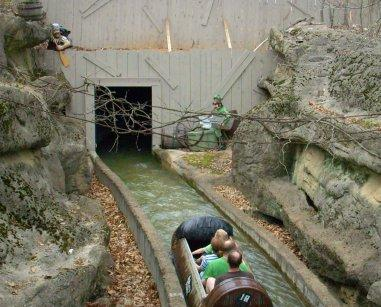
American Plunge

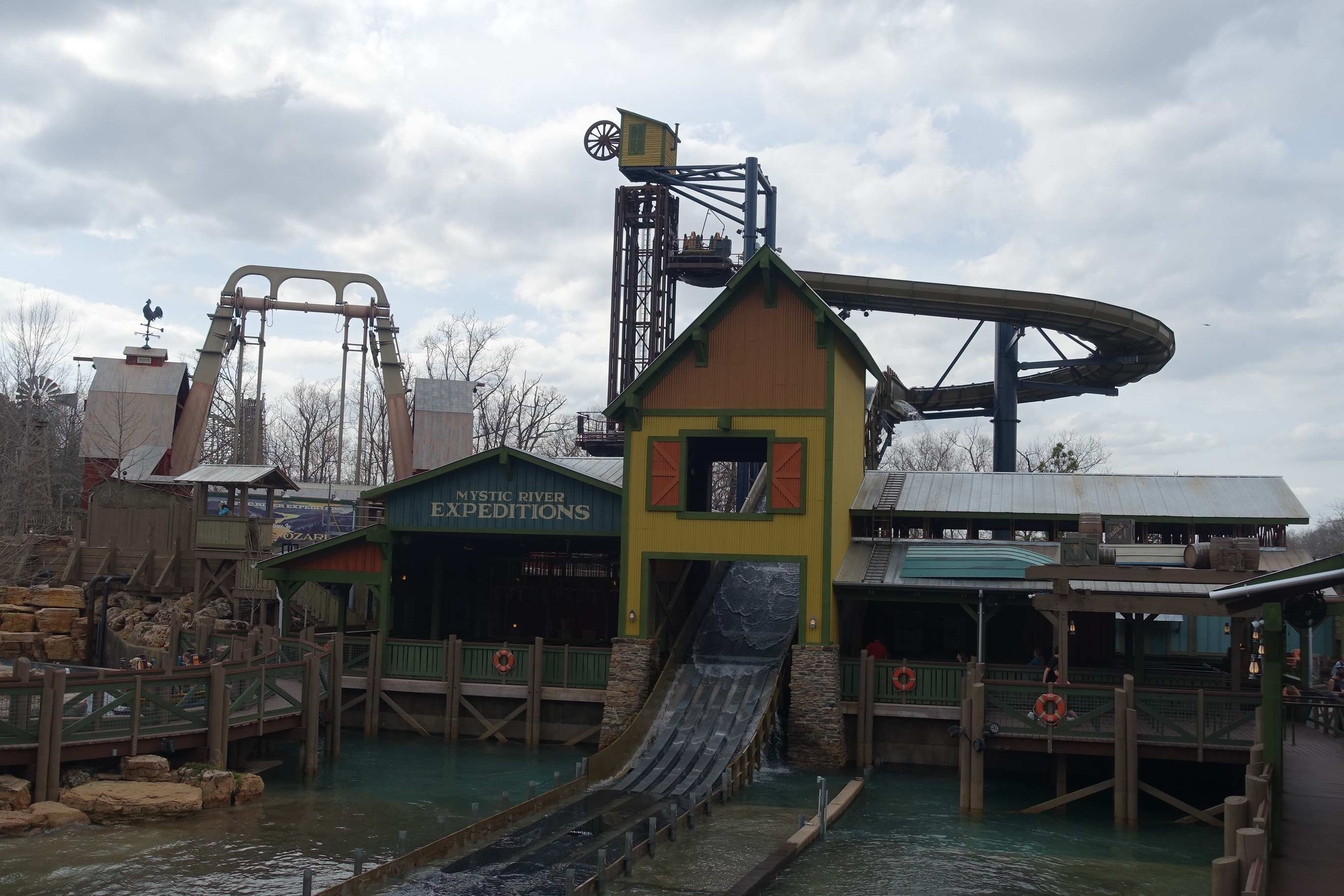
Mystic River Falls

- American Plunge - Bûches de Barr Engineering (1981)
- Mystic River Falls - Rivière rapide en bouée de Ride Engineers Switzerland (2020)
- Tom & Huck's River Blast de Splash Battle de Mack Rides (2010)

### Autres attractions
- Electro Spin - Disk'O de Zamperla (2006)
- Elephant March - Manège d'éléphants de Zamperla (2006)
- FireFall - Tour de chute de S&S Worldwide (2015)
- Fireman's Flyer - Chaises volantes pour enfants (2015)
- Fire Spotter - Balloon Race de Zamperla (2015)
- Fire Wagon Frenzy - Crazy Bus de Zamperla (2015)
- Flooded Mine - Parcours scénique interactif (1968)
- Frisco Silver Dollar Line Steam Train - Train (1962)
- Giant Barn Swing - Screamin' Swing de S&S Worldwide (2007)
- Grandfather's Mansion (1960)
- Happy Frogs - Jump Around de Zamperla (2006)
- High-Low Silos - Tour de Heege/Sunkid (2007)
- The Ladybugs - Jump Around de Zamperla (2006)
- Magnificent Wave Carousel - Chaises volantes de Zamperla (2006)
- Racing Regatta - Regatta de Zamperla (2006)
- Royal Tea Party - Tasses de Zamperla (2006)
- Mighty Galleon - Bateau à bascule de Zamperla (2006)
- Roundabout (2015)
- Up The Ladder - Tour de chute pour enfants de Zamperla (2015)
- Wings of Wonder - Jump Around de Zamperla (2006)

## Récompenses
- Applause Award en 1998.